# Hamulec hydrauliczny
Hamulec hydrauliczny – hamulec cierny (głównie w pojazdach samochodowych, rowerach i lotnictwie) uruchamiany za pomocą systemu hydraulicznego, złożonego z pompy (na której tłok działa prowadzący pojazd), przewodów ciśnieniowych oraz cylinderków roboczych przy każdym z kół. Zapewnia równy rozkład siły hamowania bez konieczności kłopotliwej regulacji. 
Najprostszy układ hamulca hydraulicznego jest złożony z dwóch cylindrów hydraulicznych połączonych przewodem. Jeden z cylindrów pełni rolę pompy. Wciskanie tłoka pompy powoduje przetłaczanie płynu do drugiego i wypychanie tłoka, co skutkuje dociśnięciem elementów ciernych do tarczy lub bębna hamulcowego.

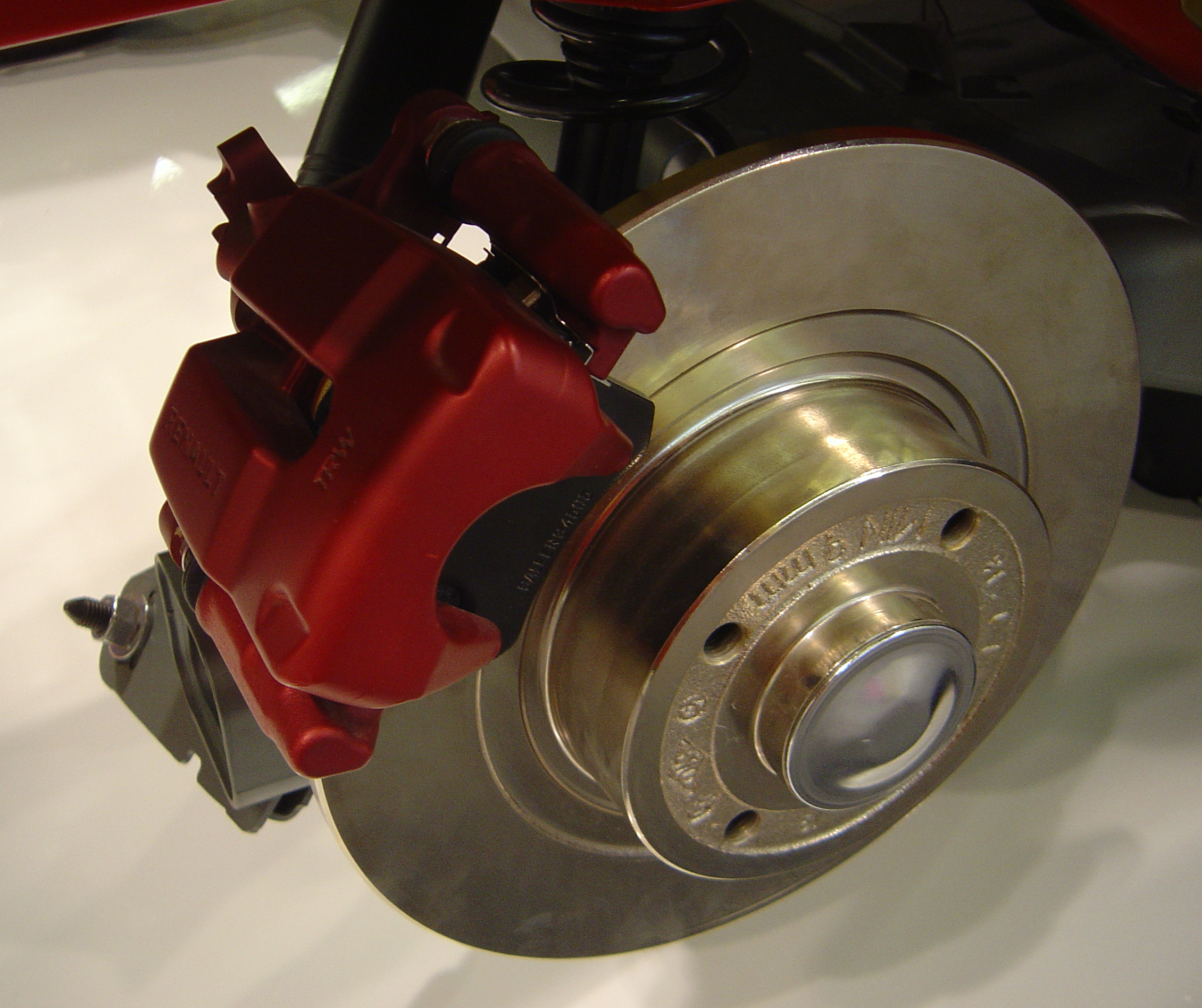
Samochodowy hamulec hydrauliczny tarczowy
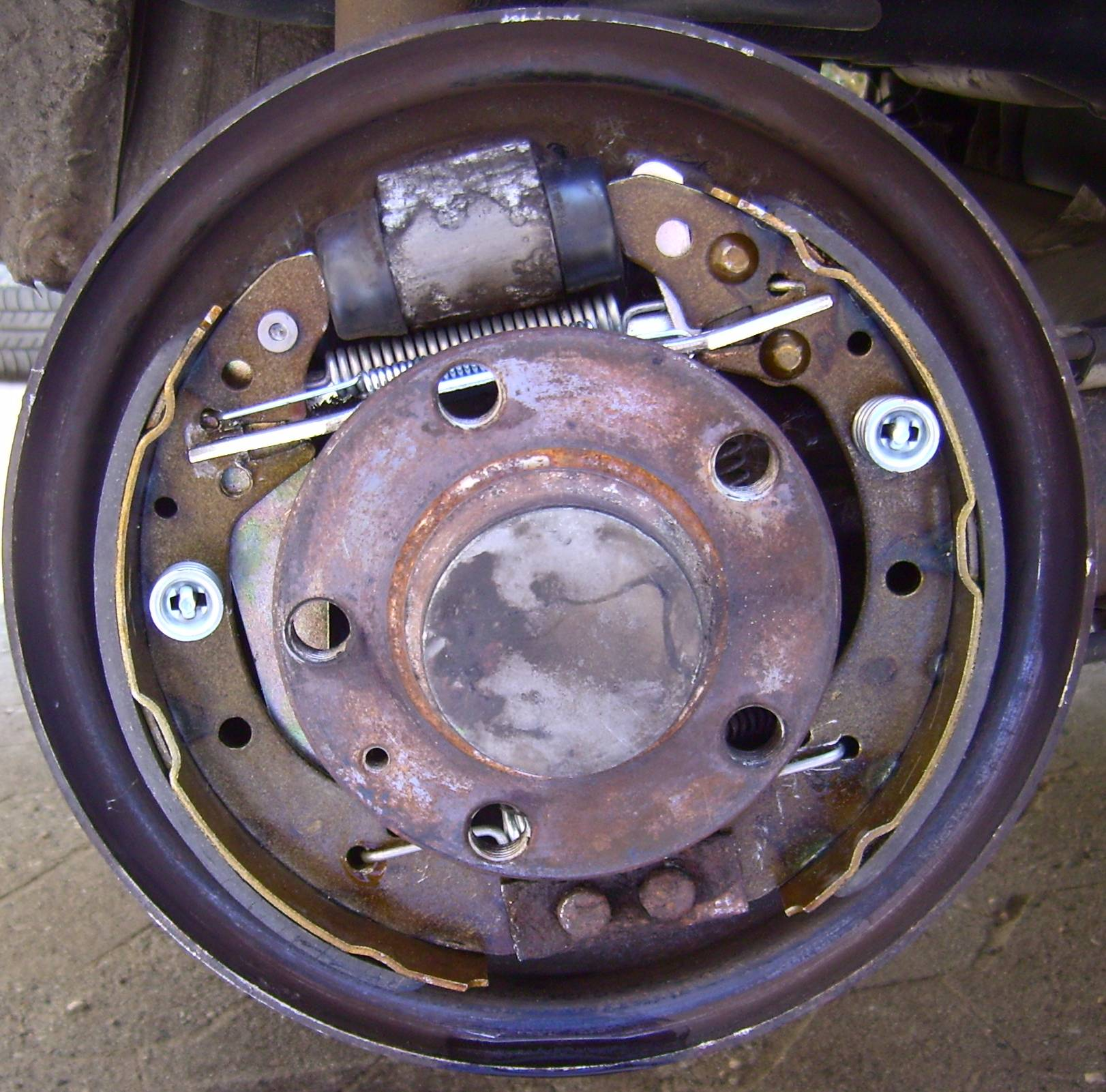
Samochodowy hamulec hydrauliczny bębnowy
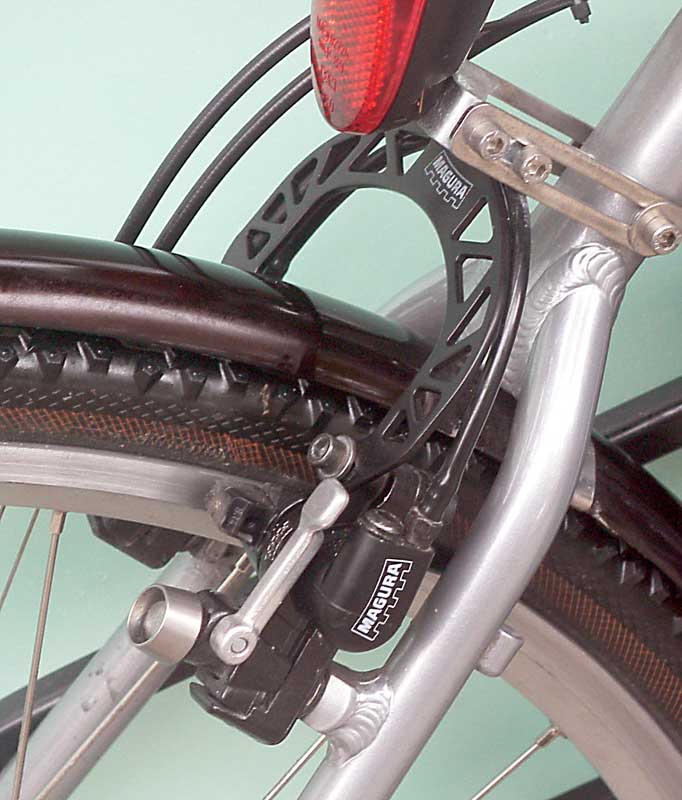
Rowerowy hamulec hydrauliczny